# Kelvin Kiptum
Kelvin Kiptum (* 2. Dezember 1999 in Chepsamo; † 11. Februar 2024 in der Nähe von Kaptagat) war ein kenianischer Langstreckenläufer. Am 8. Oktober 2023 stellte er bei seinem Sieg beim Chicago-Marathon 2023 mit einer Zeit von 2:00:35 h einen neuen Weltrekord im Marathonlauf auf.

## Leben
Kelvin Kiptum wurde als Sohn eines Bauern in der Nähe von Kaptagat geboren und ist im Dorf Chepsamo in Elgeyo Marakwet aufgewachsen. Während er auf die Herde seiner Familie im Wald aufpasste, übte er sich im Laufen. Auch später in seiner Karriere soll er in demselben Wald trainiert haben. Mit 13 Jahren nahm er zum ersten Mal am Family Bank Halfmarathon in Eldoret teil und wurde Zehnter. Ein Jahr später wurde er Zwölfter. Richtig bekannt wurde er 2018, nachdem er (damals noch ohne Trainer), am Family Bank Half Marathon in Eldoret einen Sieg verbuchen konnte.
Erste internationale Erfahrung sammelte Kiptum im März 2019, als er beim Lissabon-Halbmarathon mit 59:54 min Fünfter wurde. Im Dezember 2020 stellte er mit 58:42 min als Sechster des Valencia-Halbmarathons eine neue persönliche Bestleistung auf. Im November 2019 trat er beim Kass Halbmarathon in Eldoret an, bei dem er gegen Charles Yosei, einen vormaligen Gewinner vom Münster-Marathon gewann.
Am 4. Dezember 2022 überraschte er als 23-Jähriger mit dem Sieg bei seinem Marathondebüt beim Valencia-Marathon. Mit einer schnellen zweiten Hälfte von 60:15 min erzielte Kiptum mit 2:01:53 h die viertschnellste Marathonzeit der Geschichte. Nach Weltrekordhalter Eliud Kipchoge (2:01:09 h und 2:01:39 h) und Kenenisa Bekele (2:01:41 h) wurde Kiptum der dritte Läufer, der 2:02:00 h unterbot. Kiptums Siegerzeit war das schnellste Marathondebüt aller Zeiten und unterbot den Valencia-Streckenrekord um mehr als eine Minute.
Am 23. April 2023 feierte Kiptum bei seinem zweiten Marathon den zweiten Sieg. Er gewann den London-Marathon 2023 mit neuem Streckenrekord von 2:01:25 h. Die zweite Marathonhälfte legte Kiptum in 59:45 min zurück. Er war damit der erste Läufer, der bei einem Marathonlauf die zweite Streckenhälfte in unter einer Stunde lief. Zudem war es der schnellste Halbmarathon-Split aller Zeiten bei einem Marathon.
Am 8. Oktober 2023 stellte Kiptum mit der Zeit von 2:00:35 h in Chicago beim Chicago-Marathon einen neuen Marathon-Weltrekord auf. Seine Durchgangszeit bei der Streckenhälfte war 1:00:48 h. Im Oktober 2023 wurde er als einer von elf Sportlern für die Auszeichnung als Welt-Leichtathlet des Jahres 2023 nominiert und gewann sie in seiner Kategorie.
Am 11. Februar 2024 starb Kiptum im Alter von 24 Jahren als Fahrer eines Autos zusammen mit seinem aus Ruanda stammenden Trainer Gervais Hakizimana bei einem Unfall auf einer Straße zwischen Eldoret und Kaptagat im Westen Kenias.

## Persönliche Bestleistungen
- 10 Kilometer: 28:17 min, 6. Oktober 2019 in Utrecht
- Halbmarathon: 58:42 min, 6. Dezember 2020 in Valencia
- Marathon: 2:00:35 h, 8. Oktober 2023 in Chicago (Weltrekord)